# Pierpaolo Donati
Pierpaolo Donati (Budrio, Emilia-Romaña, 30 de septiembre de 1946) es un sociólogo y filósofo italiano. Padre de sociología relacional (en italiano sociologia relazionale) y profesor titular de sociología en la Facultad de Ciencias Políticas de la Universidad de Bolonia. También es director del Centro Italiano de Estudios en Política Social y Sociología de la Salud (en italiano: Centro Studi di Politica Sociale e Sociologia Sanitaria) en la misma universidad.

## Su pensamiento
Pierpaolo Donati propuso una teoría general para el análisis de la sociedad llamada sociología relacional. A través de su investigación, Donati muestra con investigaciones empíricas específicas cómo la sociedad puede ser conocida e interpretada como una relación social, y no como un simple producto cultural, o una mera comunicación, o incluso una simple influencia de la estructura social en la acción humana. (Estructura y agencia). Un capítulo autobiográfico de Donati está incluido en un volumen dedicado a algunos de los sociólogos vivos más importantes
Profesor Titular de Sociología en la Facultad de Ciencias Políticas de la Universidad de Bolonia (1981-2016), ha producido numerosos trabajos teóricos y empíricos. Desde hace unos años, imaprte clase en el Master en Investigación en Ciencias Sociales, que coordina el Instituto Cultura y Sociedad (ICS) de la Universidad de Navarra.
Ha mantenido intensos intercambios científicos personales con varios sociólogos de renombre internacional, como: Jeffrey C. Alexander, Niklas Luhmann, o Margaret Archer.

## Cargos y Asociaciones a las que pertenece o ha pertenecido
- Presidente de la Asociación Italiana de Sociología AIS (1995-1998).[10]
- Miembro de la Junta del International Institute of Sociology IIS (2001-2005)[11]
- Miembro de la Academia Pontificia de Ciencias Sociales[12] (Desde el 22 de diciembre de 1997)
- Director del Observatorio Nacional de la Familia del gobierno italiano (2003-2012)[13]
- Miembro del comité científico de la Biennale Democrazia.[14]
- Asesor editorial de la revista "International Sociology" (1985-1996)
- Director de CEPOSS (Centro de Estudios de Política Social y Sociología de la Salud)
- Presidente del Curso de Grado en Sociología y Coordinador del Doctorado en Sociología en el Departamento de Sociología de la Universidad de Bolonia.[5]
- Fundador y director de la revista "Sociologia e politiche sociali"
- Miembro del Consejo Asesor Internacional de la revista "Innovación", Viena, 1988-1996
- Miembro del Comité Científico de la Revista "Sociología", Instituto Luigi Sturzo, Roma (desde 1995-)
- Miembro del Comité Científico de la Revista Internacional de Sociología-Revue Internationale de Sociologie (IIS), Universidad de Roma La Sapienza (desde 2003-)
- Miembro del Comité Científico de la revista "Familia", Instituto Superior de Ciencias de la Familia, Universidad Pontificia de Salamanca, España (desde 2005).

## Premios, galardones y reconocimientos
- Reconocimiento de la ONU como miembro experto distinguido durante el Año Internacional de la Familia (1994).[15]
- Premio Capri San Michele por el libro "Pensamiento social cristiano y sociedad posmoderna" (Ave, Roma, 1997) (septiembre de 1997).[16]
- Premio San Benedetto para la Promoción de la Vida y la Familia en Europa, IX edición (Subiaco, 9 de mayo de 2009).[17]
- Doctorado honorario del Pontificio Instituto Juan Pablo II para el Matrimonio y la Familia, Universidad Pontificia de Letrán (Roma, 13 de mayo de 2009).[18]
- Premio Mario Macchi 2009 otorgado por la Asociación Nacional de Padres de Escuelas Católicas (AGESC) por actividades sociales y culturales de gran interés innovador.[17]
- Doctorado honoris causa de la Universidad Internacional de Cataluña (UIC Barcelona). (15 de noviembre de 2017)[3]